# Euthalia malaccana
Euthalia malaccana е вид пеперуда от семейство Многоцветници (Nymphalidae). Видът не е застрашен от изчезване.

## Разпространение
Разпространен е в Бруней, Виетнам, Индия (Аруначал Прадеш, Асам, Манипур, Мегхалая, Мизорам, Нагаланд и Трипура), Индонезия (Калимантан, Суматра и Ява), Лаос, Малайзия (Западна Малайзия, Сабах и Саравак), Мианмар и Тайланд.